# 忍海 (僧)
忍海（にんかい）は、江戸時代中期の浄土宗の僧。敬首門下。江戸増上寺宝松院9世。絵画を得意とし、服部南郭等と交流があった。

## 生涯

### 出家
元禄9年（1696年）生まれ。江戸の人。父の命で絵師某に画業を学んだ。絵師の娘に好意を寄せられ、乳母や血書を通じてアプローチされるも、これを拒絶し続けたところ、娘は病んで死去し、行灯の陰や枕元に生霊として現れるようになったため、出家を決意したという。享保初年（1716年）頃、両親の反対を押し切って増上寺の諸学社を当たるも、多くにはまだ若いとして断われたが、鉄船和尚に熱意を認められ、剃髪・受戒し、忍海の号を授かった。
その経緯が細川有孝正室清涼院の耳に入り、その援助を受けながら仏教・儒教・道教書を読み漁り、同じ頃服部南郭とも交流して漢学を学んだ。「光明真言儀軌」を偽書と論じる享保3年（1718年）刊『光明真言儀軌弁妄』を読んで感銘を受け、その著者敬首に師事した。

### 西遊
敬首が当麻曼荼羅について講義する際、諸本の異同について疑問を呈したため、寛保3年（1743年）奈良に伝来する平安時代中期頃の作品を入手し、延享2年（1745年）には諸本調査のため上方に旅立った。明兆が山水画の着想を得たという東福寺を訪れることも旅の目的だった。
5月15日二上山當麻寺を訪れて当麻曼陀羅4本を調査した後、京都に戻り、6月23日禅林寺本を拝観、7月15日大雲院義淵竜から『当麻重新曼荼羅縁記』を授けられ、源信作と伝わる30本以上を調査した。8月当麻寺を再訪し、北宝院恵音法印から変相の秘伝を伝授された。当麻寺曼陀羅堂厨子内の文亀本は損傷が激しかったため、義山・性愚による貞享4年（1687年）本への掛け替えを提案し、10月知恩院入信院で絵仏師洞玄に修復を依頼し、原本になかったと思われる金泥を除去した上、延享3年（1746年）2月厨子内に安置された。

### 宝松院
延享年間、増上寺貫主了般の命で宝松院院主となり、管下の飯倉天満宮の社殿を改築した。寛延元年（1748年）8月25日、敬首の臨終に当たり、宗旨の安心、法門の趣を伝授された。宝暦2年（1752年）増上寺末浅草清光寺に伝恵心僧都作阿弥陀如来座像を寄進した。
宝暦8年（1758年）頃成立『冬至梅宝暦評判記』に絵師として掲載され、絵の技量を評価される一方、潤筆料の高さを皮肉られている。宝暦9年（1759年）8月細川興里正室清源院主催の細川幽斎150回追善歌莚に参加した。
宝暦11年（1761年）夏軽い病に罹って以来病状が悪化し、6月17日西を向いて念仏しながら入寂し、浅草芝崎町称往院に葬られた。昭和2年（1927年）寺は世田谷区烏山寺町に移転し、墓は墓地最奥部に現存する。

## 作品

### 絵画

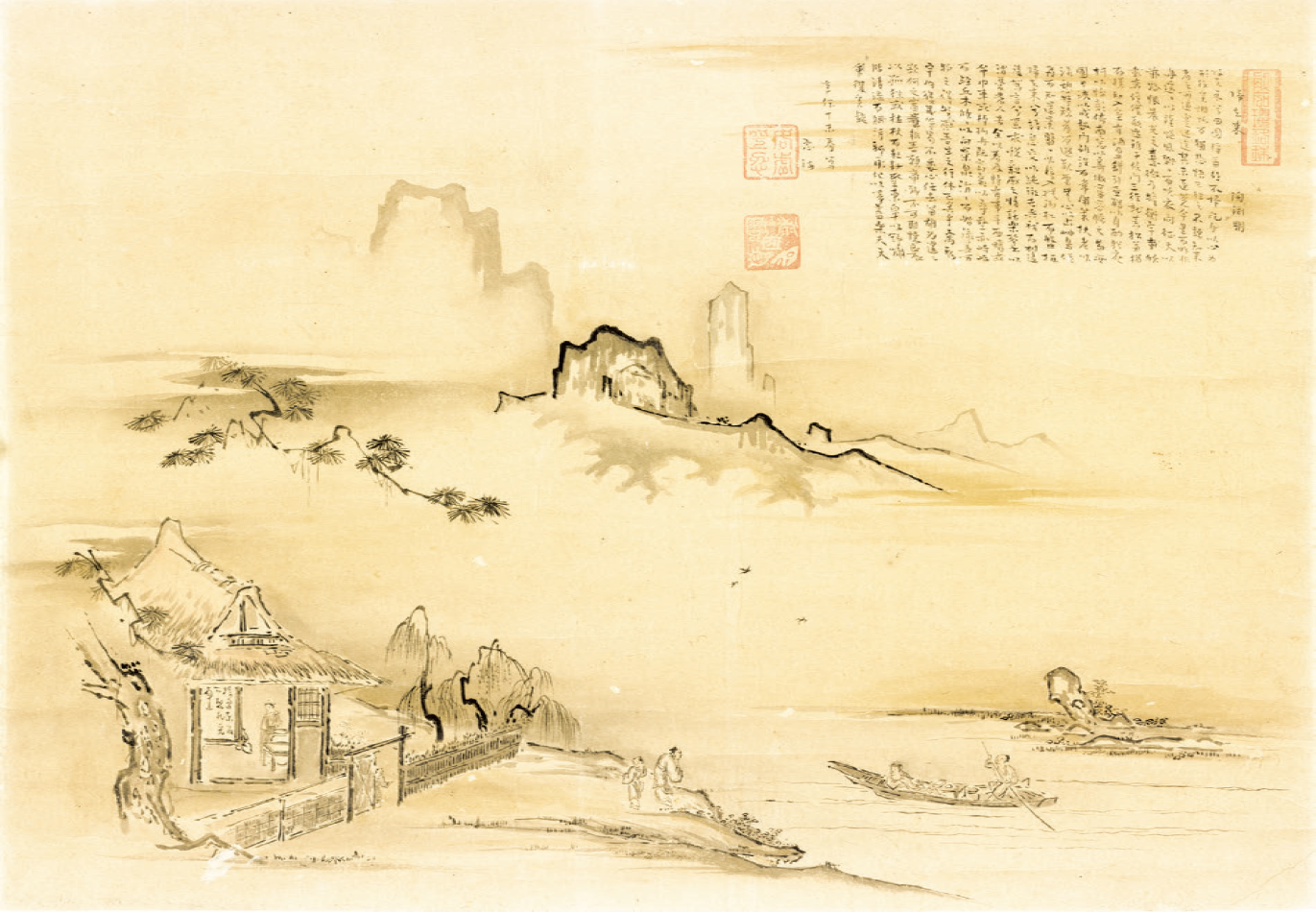
帰去来図
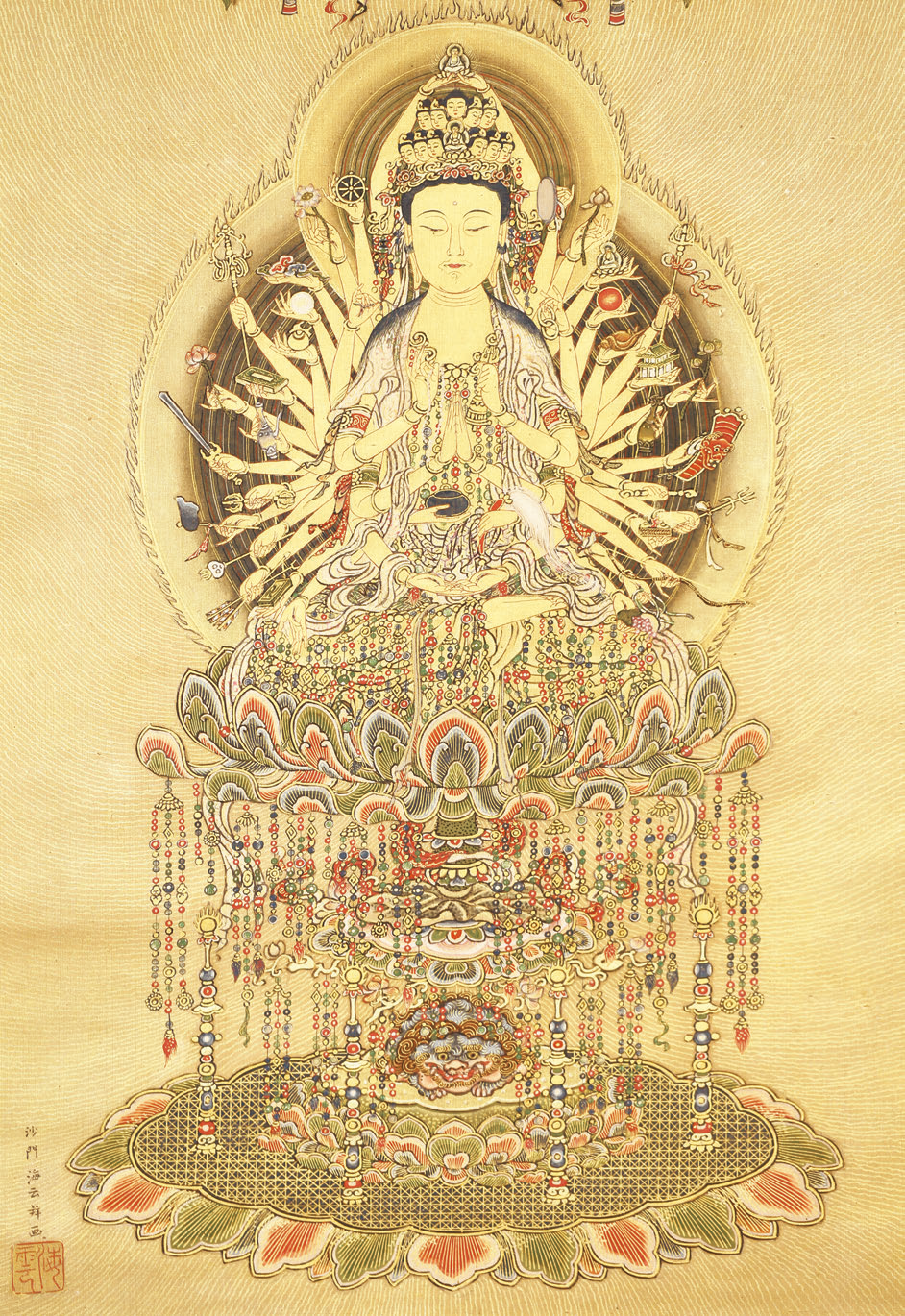
千手観音像（清浄華院蔵）
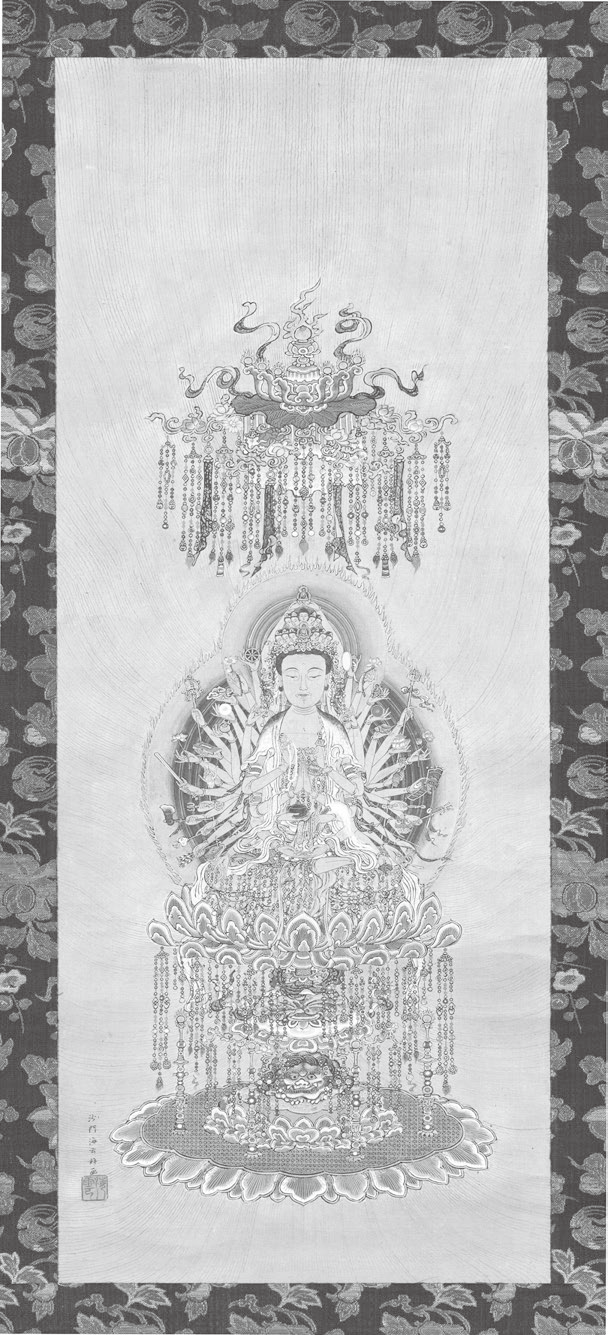
千手観音像（個人蔵）
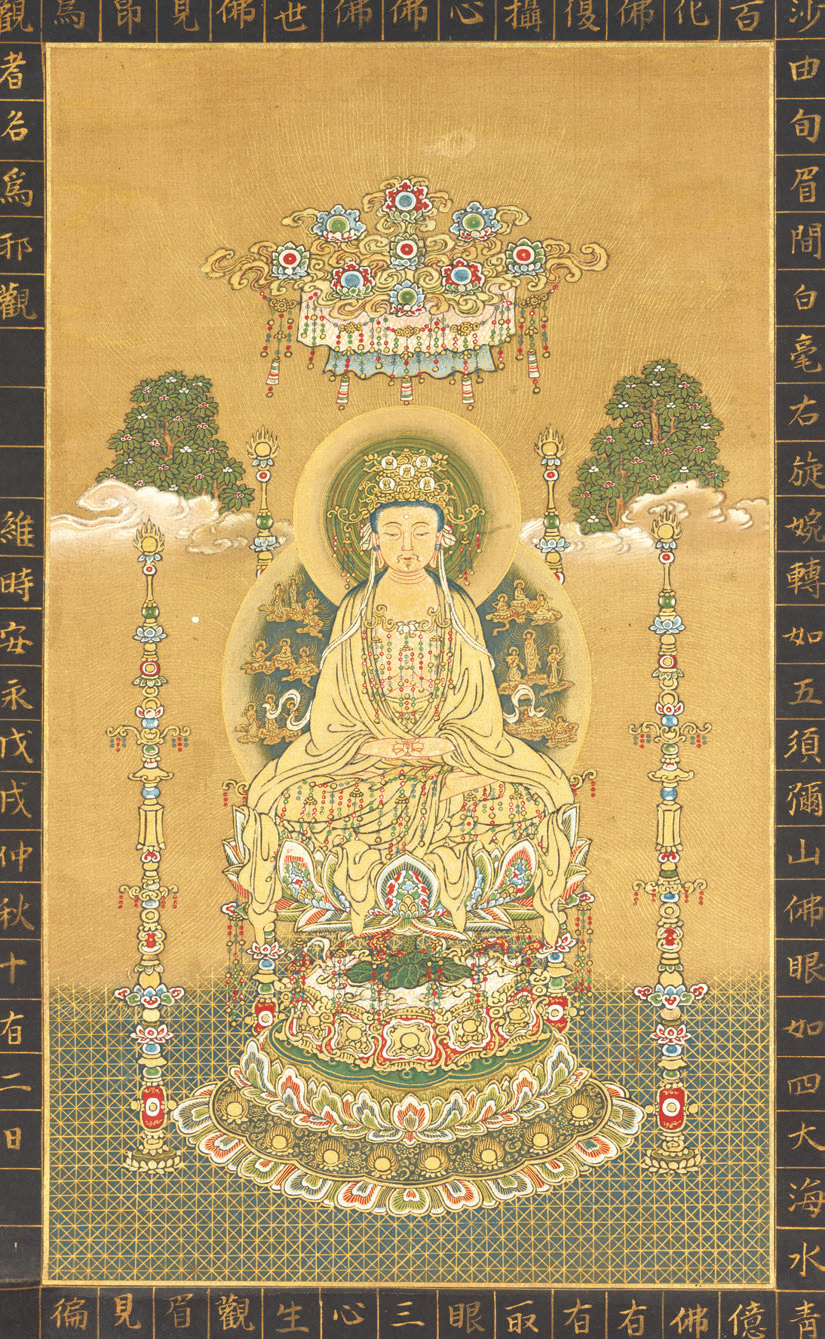
阿弥陀如来像
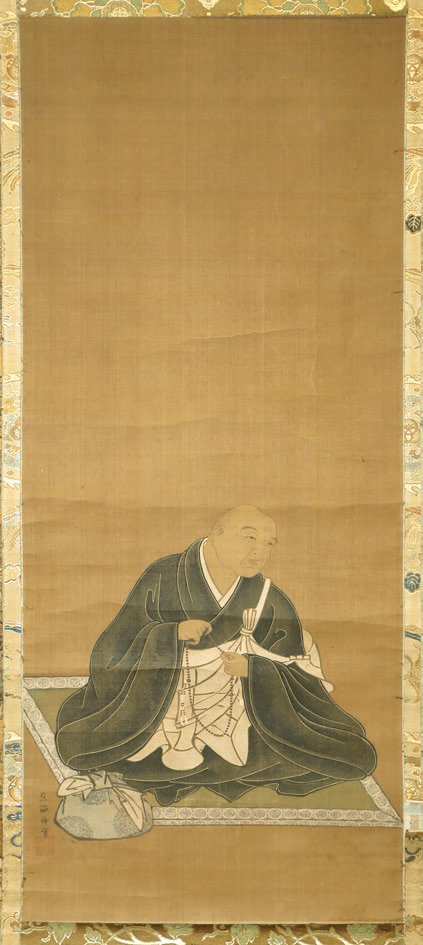
法然上人像
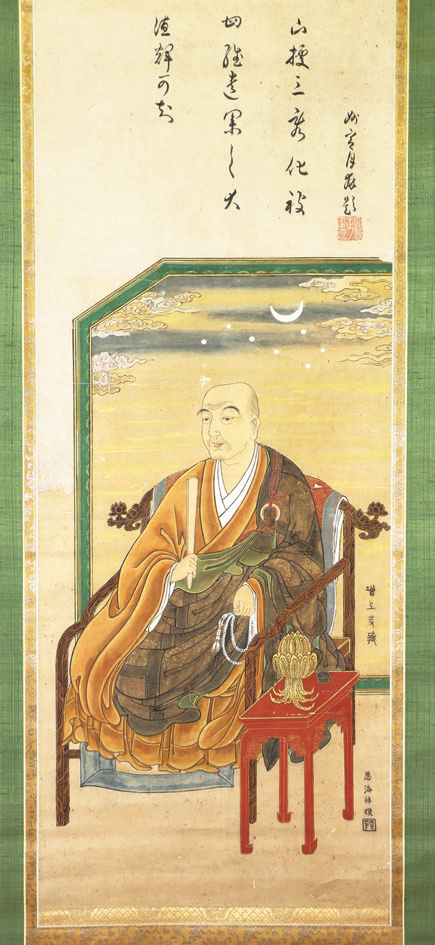
聖冏上人像
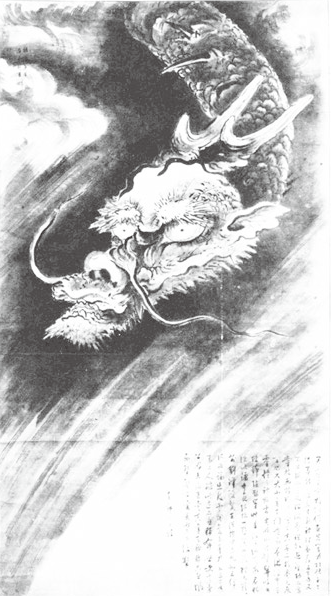
竜図

| 作品名                         | 技法           | 形状・員数 | 寸法（縦x横cm）  | 所蔵            | 年代                                                       | 備考 |
| ------------------------------ | -------------- | ---------- | ---------------- | --------------- | ---------------------------------------------------------- | --- |
| 帰去来図                       | 紙本墨画淡彩   |            | 39.7x57.4        |                 | 享保12年（1727年）春                                       | 陶淵明「帰去来の辞」を絵画化したもの。                                                                         |
| 千手観音像（千手眼観世音尊像） | 絹本着色       | 掛軸       | 69.7x28.0        | 清浄華院        | 延享5年（1748年）2月8日起筆、3月8日開眼供養                | 増上寺寿元門下実元の依頼による。                                                                               |
| 千手観音像（千手眼観世音尊像） |                |            | 69.7x28.0        | 個人            | 延享5年（1748年）2月8日起筆、3月8日開眼供養                | 増上寺花岳院存竜上人の依頼による。                                                                             |
| 阿弥陀如来像                   | 絹本着色       | 一幅       | 38.8x22.5        |                 |                                                            | 宝冠阿弥陀。外側には安永7年（1778年）了瑛により『観無量寿経』「定善義」第9観「真身観」が記される。             |
| 法然上人像                     | 絹本着色       | 掛軸       | 84.5x35.6        | 最勝院          |                                                            | [ 21 ] |
| 聖冏上人像                     | 紙本墨摺手彩色 | 一軸       | 93.1x36.1        | 増上寺          |                                                            | 浄土宗第7祖。常然庵に伝来した。                                                                                |
| 竜図                           |                |            |                  |                 |                                                            | 大徳寺所蔵牧谿「龍図」模写。服部家に伝来した。                                                                 |
| 大黒天                         |                | 一幅       | 1尺5寸8分x7寸7分 | 三村清三郎      |                                                            | 定月僧正賛「初春や味噌ぬり奉る」。                                                                             |
| 秋山玉山肖像                   |                |            |                  |                 | 宝暦元年（1751年）                                         | 大川義浚・越智雲夢と辰ノ口熊本藩上屋敷での宴会に招かれた時の作。                                               |
| 釈迦三尊像                     | 絹本著色       | 3幅        | 110.8x54.2（各） | 大雲院 (京都市) |                                                            | 京都滞在時の作か。                                                                                             |
| 廬山図                         |                |            |                  |                 |                                                            | 宝松院の襖絵だった。                                                                                           |
| 猿鶴図                         |                |            |                  |                 | 宝暦7年（1757年）                                          | 渋谷羽沢にあった服部南郭の別荘白賁墅の障壁画。大徳寺蔵「観音猿鶴図」に基づく。死後某大名家の手に渡ったという。 |
| 祐海肖像                       |                |            |                  |                 | 宝暦9年（1759年）                                          | 祐天寺2世。弟子祐全の依頼による。                                                                              |
| 連察肖像                       |                |            |                  |                 |                                                            | 増上寺43世。                                                                                                   |
| 縁山十二景図                   |                |            |                  |                 | 宝暦8年（1758年）秋後記                                    | 明誉古磵『縁山勝景図』の模写。                                                                                 |
| 釈迦三尊像                     |                |            |                  |                 | 延享5年（1748年）7月                                       | 三田竜源寺の依頼による。                                                                                       |
| 釈迦三尊像                     |                |            |                  |                 | 寛延2年（1749年）9月                                       | 京都正林寺の依頼による。                                                                                       |
| 円光大師行状                   |                | 四幅対     |                  |                 | 宝暦2年（1752年）12月8日起筆、宝暦3年（1753年）9月12日完成 | 正林寺戒寿の依頼による。                                                                                       |

- 帰去来図
- 千手観音像（清浄華院蔵）
- 千手観音像（個人蔵）
- 阿弥陀如来像
- 法然上人像
- 聖冏上人像
- 竜図

### 著書
- 『白華印譜』 - 元文3年（1738年）成立[30]。
- 『当麻変相私記』 - 延享2年（1745年）5月當麻寺で当麻曼陀羅4本を調査した記録。延享3年（1746年）4月成立[9]。徳川宗敬旧蔵、東京国立博物館所蔵[31]。

### 模写・挿絵

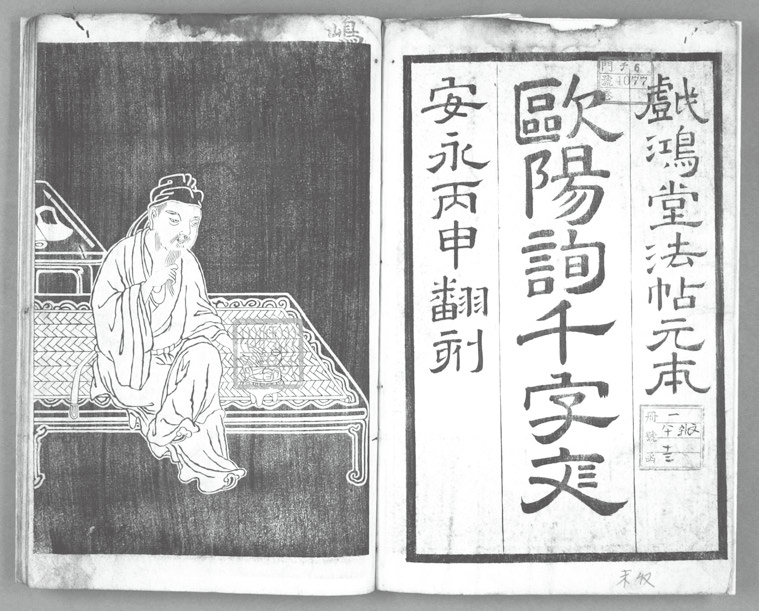
『欧陽詢千字文』

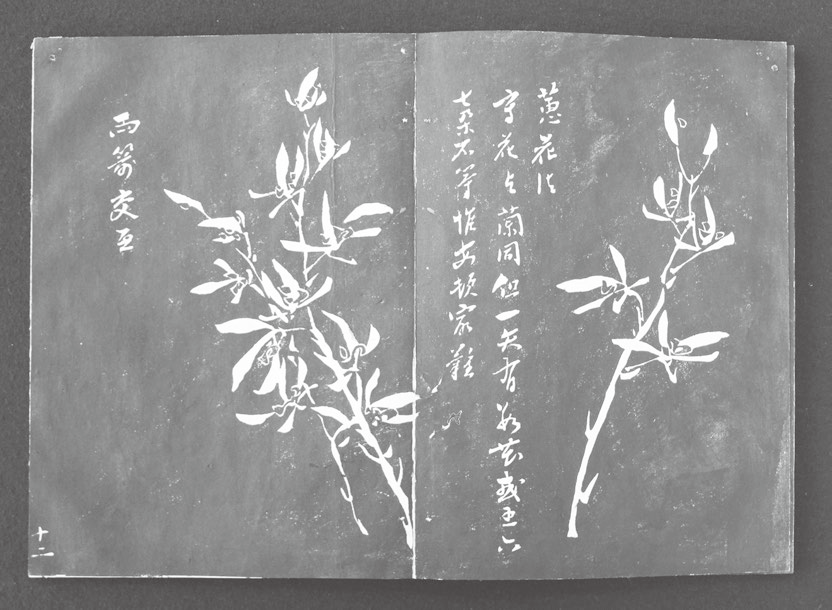
『有山堂画譜』（千葉市美術館ラヴィッツ・コレクション）

- 『有山堂画譜』 - 原著は雍正2年（1724年）序・汪之元『天下有山堂画芸』。延享3年（1746年）6月模写。蘭部・竹部で構成され、宝暦12年（1762年）忍海一周忌に当たり耆山により蘭部のみ刊行された[32]。
- 『和字選択本願念仏集』 - 法然原著、関通訳。延享元年（1744年）刊[33]。
- 『浄土仏祖図録』 - 神洞著、寛延2年（1749年）刊。道綽・法然による各浄土六祖、志磐による蓮社七祖、釈迦、法然の計21図を載せる[33]。
- 『欧陽詢千字文』　 - 万暦31年（1603年）董其昌刊『戯鴻堂法書』の内。忍海が双鉤塡墨で模写し、眉山が刊行した。元文3年（1738年）8月跋[33]。
- 『西域図麤覆二校録』 - 元文元年（1736年）成立。増上寺所蔵『五天竺図』を忍海・了碩・定月が模写、了月・奚疑・順真が校勘したもの[34]。『大日本仏教全書』第114巻「遊方伝叢書」第2収録。

### 筆録
- 『瓔珞和上説戒隨聞記』 - 享保18年（1733年）11月25日敬首講述[4]。大慈悲門、円頓戒・菩薩戒の名義、浄土宗の戒体、宗旨等を説く[35]。
- 『梵網経菩薩戒品台疏玄談』『梵網経菩薩戒品精義』 - 享保20年（1735年）敬首講述、宝暦4年（1754年）慈光等により刊[36]。
- 『阿弥陀経随聞録』 - 元文元年（1736年）2月敬首講述、寛延元年（1748年）序、寛延3年（1750年）跋[37]。
- 『一枚起請親聞録』 - 元文元年（1738年）敬首講述、宝暦9年（1759年）忍海編、安永3年（1774年）尾張国西蓮寺吟説により刊[36]。
- 『当麻曼陀羅正義随聞記』 - 宝暦9年（1759年）9月敬首講述[4]。
- 『律宗禁糸決講義』 - 敬首講述、天心筆録、忍海校閲。絹の使用は不殺生戒に抵触しないと説く。安永7年（1778年）敬首33回忌に当たり刊行された[6]。

## 逸話
道場を華美に飾り、冬には香炉、夏には香水を備えた。千手観音の申し子として、自らも千手観音を篤く敬った。
仏具を異なる目的に流用することを嫌い、もし弟子が誤って流用すれば、その仏具は二度と用いなかった。飯倉天満宮を改築した際、ある人が旧部材を買い取って町内の天満宮の部材に用いたいと願い出たが、これを許さず、新社殿の側に放置して腐らせたという。
古仏を収集し、京都では秘仏を見るために賄賂も辞さなかった。
30年間使用していた寺男が酒好きで、「これを捨てておいで」と命じると容器ごと捨ててくるなど抜けたところがあったが、愛嬌として受け入れていた。
霊厳寺住持が忍海の下を訪れ、「妄念をどうしても払拭できない」と相談した。忍海は「まよひぬる心の外に道もなし」と念仏して帰るよう助言した。
病気がちで、訪問客がある度に疲労困憊していた。食も細く、香の物・納豆等を好んだ。
蘭・梅の墨画のほか、篆書・印章を得意とした。人の依頼を断らず、部屋には常に絹や石が溜まっていたが、ある時大名の来訪を受け、酒席で席画を求められた際には、「町絵師のすることだ」として断った。
敬首の影響で戒律を重視し、毎月15日晦に布薩を行い、しばしば増上寺貫首・大僧正も参加した。京都では多くの高僧に師事し、律儀を重んじて「六物諸書」「教誡儀」「天台戒疏」について講義したほか、密教に入信して十八道を修めた。
毎年12月13日江戸で煤払いが行われる日には無礙庵で掃塵会を催し、服部南郭・智了・曇海・耆山等が参会し、外部からは陶淵明が慧遠を訪ねた故事に擬えて「廬山陶謝集」とも名付けられた。
この他、本多忠統、秋元小丘園、石島筑波、龍草廬、耆山、祥水海雲、太宰春台等と交流があった。

## 弟子
- 黙導[28]
- 大鵬[28]
- 津誉 - 深川本誓寺。宝暦10年（1760年）千手法を伝授した[52]。

## 家族
- 父：聚馨院清誉宇白祐和居士 - 享保2年（1717年）11月22日没[16]。
- 母：馨聚院願誉香雲智清大姉 - 享保18年（1733年）10月16日没[16]。和歌をよくした[11]。